# 阿内特
阿内特（法語：Anet，法語發音：[anɛt]）是法国厄尔-卢瓦省的一个市镇，位于该省北部，属于德勒区。

## 地名
该地名“Anet”发音为[anɛt]，字母“t”发音，《世界地名翻译大辞典》与《世界地名译名词典》将其误译作“阿内”。

## 地理
阿内特（48°51'18"N, 1°26'22"E）面积7.85 平方千米，位于法国中央-卢瓦尔河谷大区厄尔-卢瓦省，该省份为法国北部内陆省份，北起顺时针与厄尔省、伊夫林省、埃松省、卢瓦雷省、卢瓦-谢尔省、萨尔特省和奧恩省接壤。
与阿内特接壤的市镇（或旧市镇、城区）包括：索雷勒-穆塞勒、邦库尔。
阿内特的时区为UTC+01:00、UTC+02:00（夏令时）。

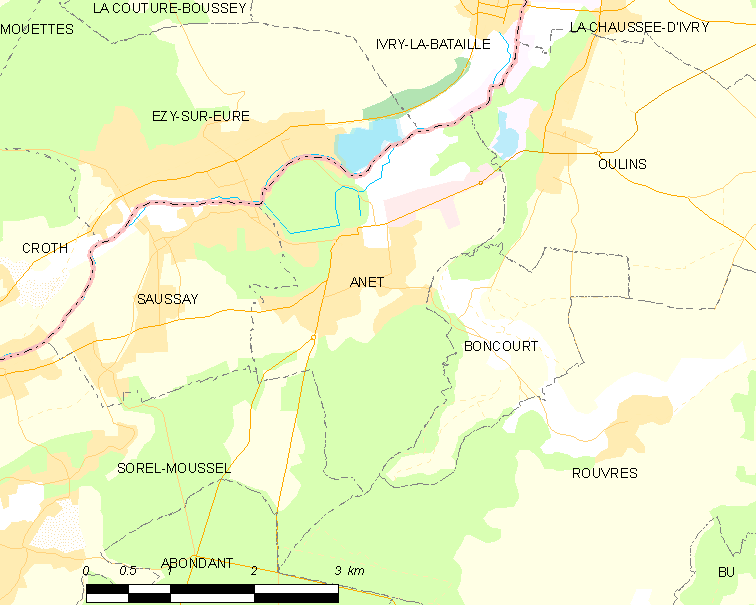
阿内特的OSM定位图

## 行政
阿内特的邮政编码为28260，INSEE市镇编码为28007。

## 政治
阿内特所属的省级选区为阿内特县。

## 人口

1962-2008年间阿内特人口变化图示

阿内特于2022年1月1日时的人口数量为2708人。